# Conops inconspicuus
Conops inconspicuus är en tvåvingeart som beskrevs av Krober 1930. Conops inconspicuus ingår i släktet Conops och familjen stekelflugor. Inga underarter finns listade i Catalogue of Life.